# Физостегия виргинская
Физостегия виргинская (лат. Physostegia virginiana) — многолетнее травянистое растение, произрастающее в Канаде, центральных и южных штатах США и северо-восточной Мексике; вид рода Физостегия семейства Яснотковые.

## Описание
Физостегия виргинская достигает 50—120 (180) см высоты. Цветки многочисленные, в метельчато разветвлённых или простых, длинных опущенных кистевидных соцветиях. Венчик 2,5—3,5 см длины, розовато-сиреневый, лавандовый или белый, обычно с пурпурными полосками и пятнышками внутри; коротко двугубый и с воронковидной трубкой.
Листья от линейно-ланцетных до эллиптически-ланцетных и лопатчатых, 2—18 см длиной. Стебли прямостоячие, густооблиственные, образующие плотные и округлые кусты.
Холодостойкость — до −34 °C. Цветёт с июля по сентябрь.
Выделяются два подвида: Physostegia virginiana ssp. praemorsa и Physostegia virginiana ssp. virginiana.